# Гора Шабаново
Не следует путать с деревней Шабанова Гора, расположенной в Череповецком районе Вологодской области.
Гора Шабаново — упразднённая деревня в Берёзовском сельском поселении Галичского района Костромской области России. Исключена из учётных данных в 2024 году.

## География
Деревня расположена у речки Бакшинки.

## История
Согласно Спискам населённых мест Российской империи в 1872 году деревня относилась к 2 стану Солигаличского уезда Костромской губернии. В ней числилось 12 дворов, проживало 24 мужчины и 31 женщина.
Согласно переписи населения 1897 года в деревне проживало 69 человек (23 мужчины и 46 женщин).
Согласно Списку населённых мест Костромской губернии в 1907 году деревня Гора Шибанова относилась к Нольско-Березовской волости Солигаличского уезда Костромской губернии. По сведениям волостного правления за 1907 год в ней числилось 13 крестьянских дворов и 77 жителей.
До муниципальной реформы 2010 года деревня также входила в состав Березовского сельского поселения.
По состоянию на 1 января 2014 года в деревне постоянного населения не числилось.

## Население
| 2008 | 2010 | 2012 | 2014 |
| ---- | ---- | ---- | ---- |
| 0    | ↗4   | ↘0   | →0   |